# Lourdeskapelle (Merazhofen)

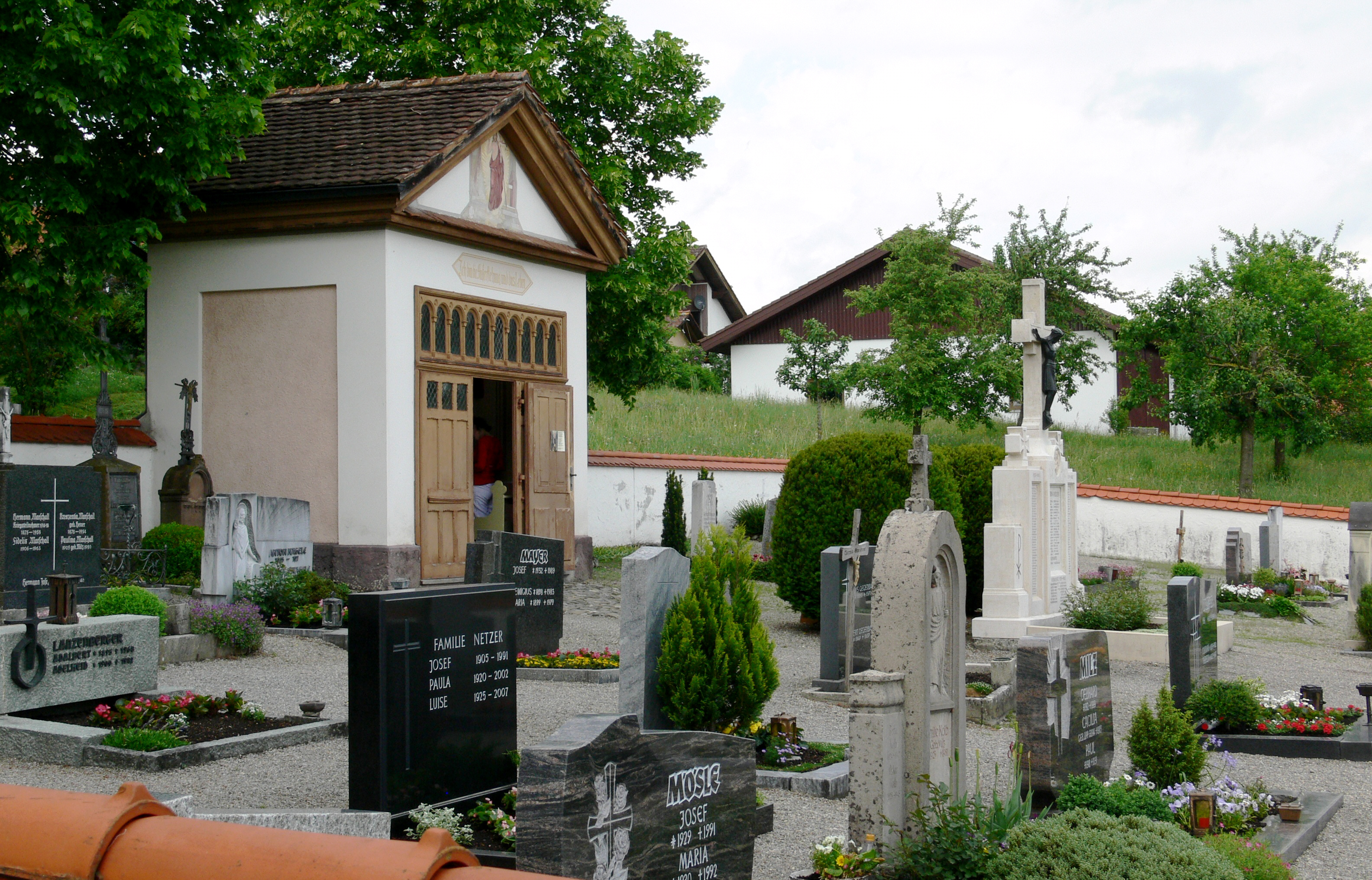
Lourdeskapelle 2009

Die Lourdeskapelle ist eine Friedhofskapelle auf dem Friedhof von Merazhofen, einem Ortsteil von Gebrazhofen in  Leutkirch im Allgäu.

## Beschreibung
Die Kapelle liegt in unmittelbarer Nähe der Grabstätte des ehemaligen Pfarrers von Merazhofen Augustinus Hieber, am Pfarrer-Hieber-Weg. Sie wurde in der 2. Hälfte des 19. Jahrhunderts errichtet. Der Friedhof ist rundum von einer Mauer umgeben. Der geostete Rechteckbau hat ein Biberschwanz-gedecktes Satteldach mit den Stirnseiten nach Süden und Norden und keine Glocken. Über dem aufwendig gestalteten, südseitigen Eingangsportal aus Holz steht: „Ich bin die Auferstehung und das Leben.“ (Joh 11,25.26) Darüber befindet sich ein Fresko, das den auferstandenen Jesus Christus darstellt.
Der Aufbau der Lourdesgrotte im Inneren der Kapelle aus Wurzeln und Holzstücken ist der Bauweise von Krippen ähnlich. Weiterhin befindet sich eine Kniemöglichkeit in der Kapelle.
In der Kapelle liegt ein Anliegenbuch auf; dort können Besucher in schriftlicher Form ihre Danksagungen, Nöte und Sorgen vermerken.